# Chatoura
Chatoura (en russe : Шатура) est une ville de l'oblast de Moscou, en Russie, et le centre administratif du raïon Chatourski. Sa population s'élevait à 33 222 habitants en 2017

## Géographie
Chatoura est située au bord du lac Sviatoïé, à 124 km à l'est de Moscou.

## Histoire
Un village existait à l'emplacement de l'actuelle de Chatoura en 1423. En 1917 commença l'exploitation des dépôts de tourbe des environs. En 1918, une centrale électrique utilisant la tourbe comme combustible fut construite près du village de Torbeïevka (Торбеевка). En 1919, la cité de Chatourstroï (Шатурстрой) fut créée à proximité et dans les années 1920, la cité de Tchiornoïe Ozero (Чёрное Озеро). En 1928, les trois localités fusionnèrent pour former la commune urbaine de Chatoura, qui reçut le statut de ville en 1936.

## Population
Recensements (*) ou estimations de la population
| 1926* | 1939*  | 1959*  | 1970*  | 1979*  | 1989*  |
| ----- | ------ | ------ | ------ | ------ | ------ |
| 2 600 | 15 122 | 19 629 | 24 482 | 29 367 | 31 634 |

| 2002*  | 2010*  | 2014   | 2015   | 2016   | 2017   |
| ------ | ------ | ------ | ------ | ------ | ------ |
| 30 393 | 32 905 | 33 190 | 33 308 | 33 412 | 33 222 |